# Alpske države
Alpske države so države, ki ležijo ob Alpah. Glede na Alpsko konvencijo iz leta 1991 zavzema področje 7 držav:
1. Avstrija
2. Francija
3. Italija
4. Lihtenštajn
5. Nemčija
6. Slovenija
7. Švica

Odkar je tudi Monako pristopil h konvenciji, vendar z drugimi pogodbami, se teme nanašajo na 8 držav.
V ožjem smislu se za alpske države štejejo tri države: Avstrija, Liechenstein in Švica, včasih pa še Slovenija (po razpadu Jugoslavije), saj ves ali pa vsaj večino ozemlja predstavljajo visoko ležeči predeli Alp.
Alpske države imajo skupno gorsko/alpsko podnebje, na tem področju so tudi največja smučarska središča kot so Kitzbühel, Garmisch-Partenkirchen, Schladming, Cortina d'Ampezzo, Vogel, Maribor, Kranjska Gora... Alpske države so med najbogatejšimi na svetu in slovijo po bančništvu, posebej Švica.